# Discarica

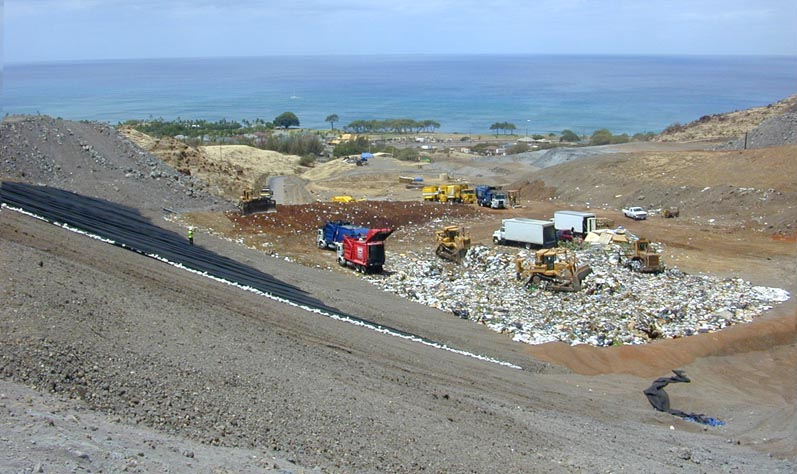
Una moderna discarica con protezioni e barriere (Honolulu, Hawaii).

Una discarica, nel ciclo della gestione dei rifiuti, è un luogo dove vengono depositati/stoccati e fatti marcire in modo non selezionato e permanente i rifiuti solidi urbani e tutti gli altri rifiuti (anche umidi) derivanti dalle attività umane (detriti di costruzioni, scarti industriali, ecc.) che, in seguito alla loro raccolta, non è stato possibile riciclare, inviare al trattamento meccanico biologico (TMB) eventualmente per produrre energia tramite bio-ossidazione a freddo, pirolisi o, in ultima ratio, l'utilizzo come combustibile negli inceneritori (inceneritori con recupero energetico o termovalorizzatori).

## Descrizione

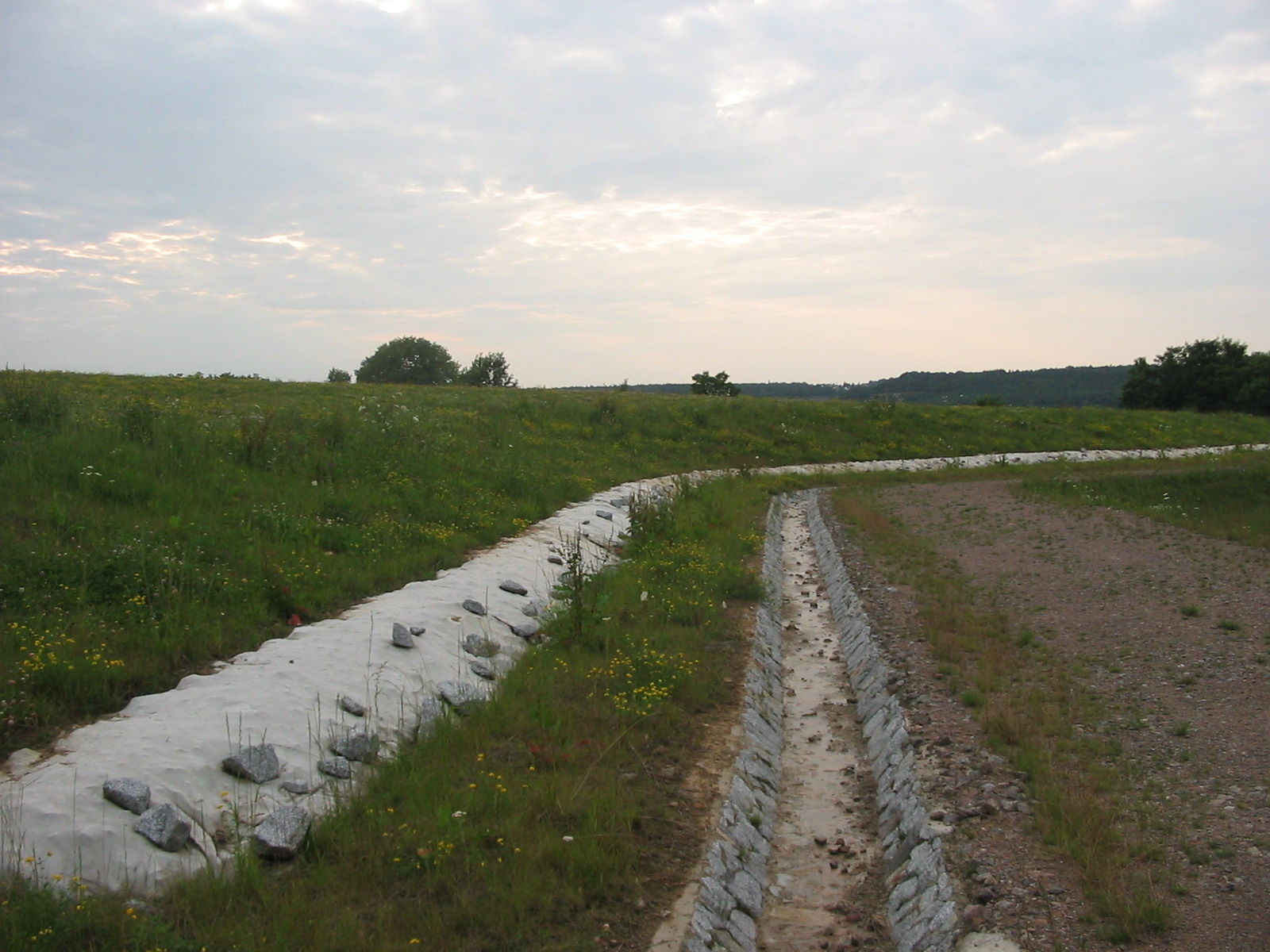
Una discarica ricoperta di verde dopo la chiusura (Dresda).

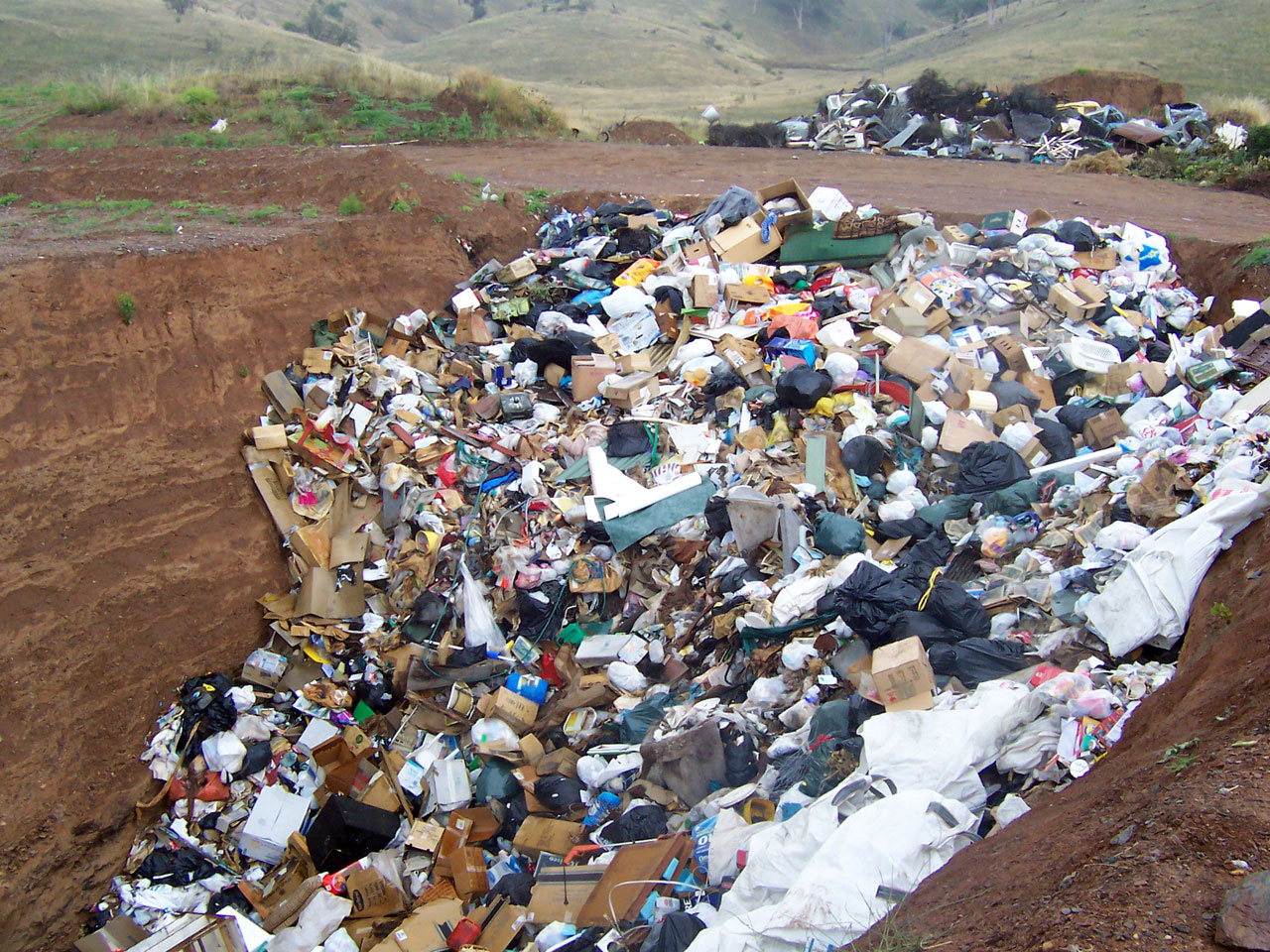
Una discarica di rifiuti non a norma, senza particolari protezioni e barriere.

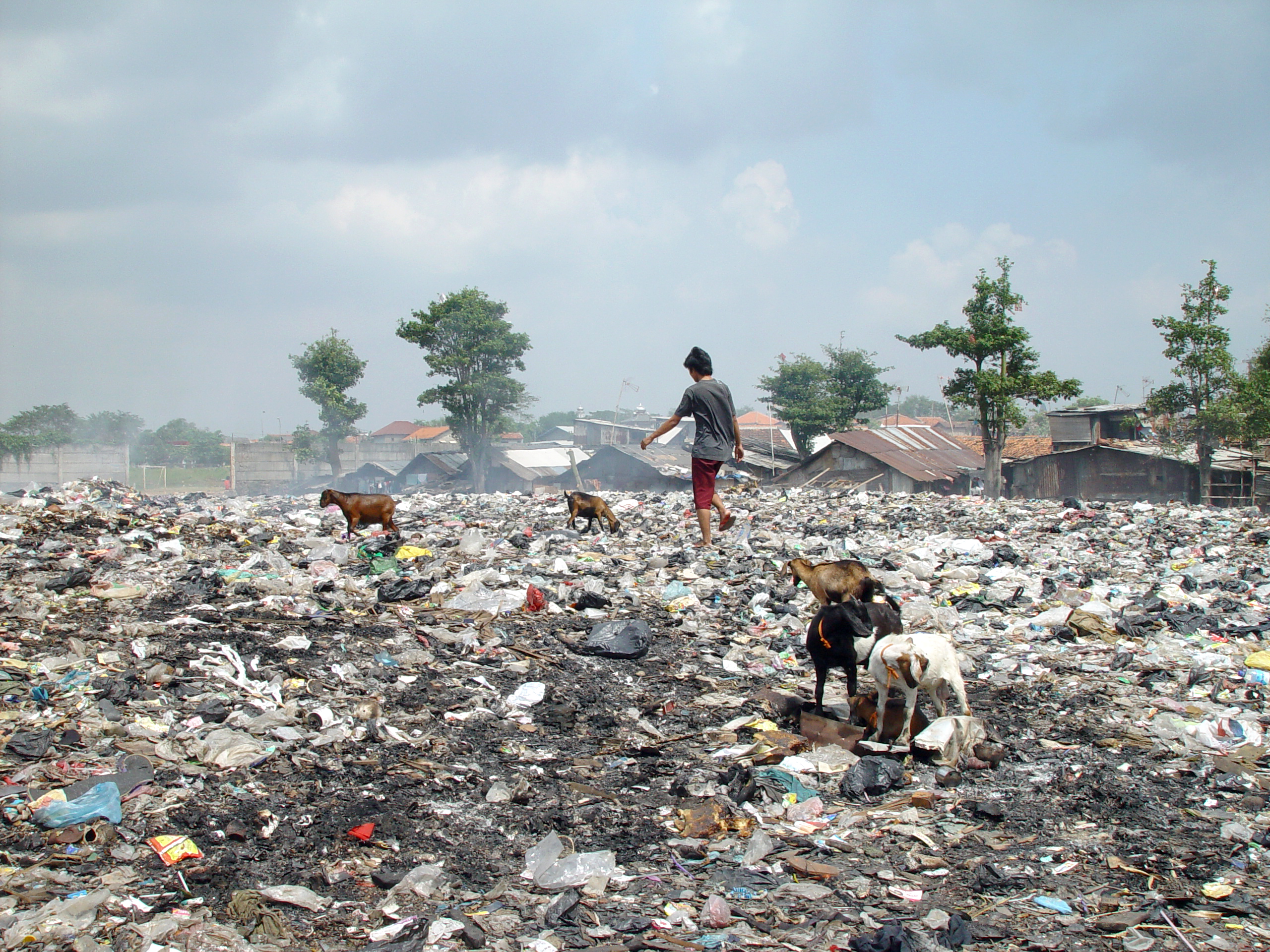
Una discarica a Giacarta: nei paesi in via di sviluppo le discariche sono al tempo stesso fonte di inquinamento ambientale ma anche di sostentamento per i più poveri.

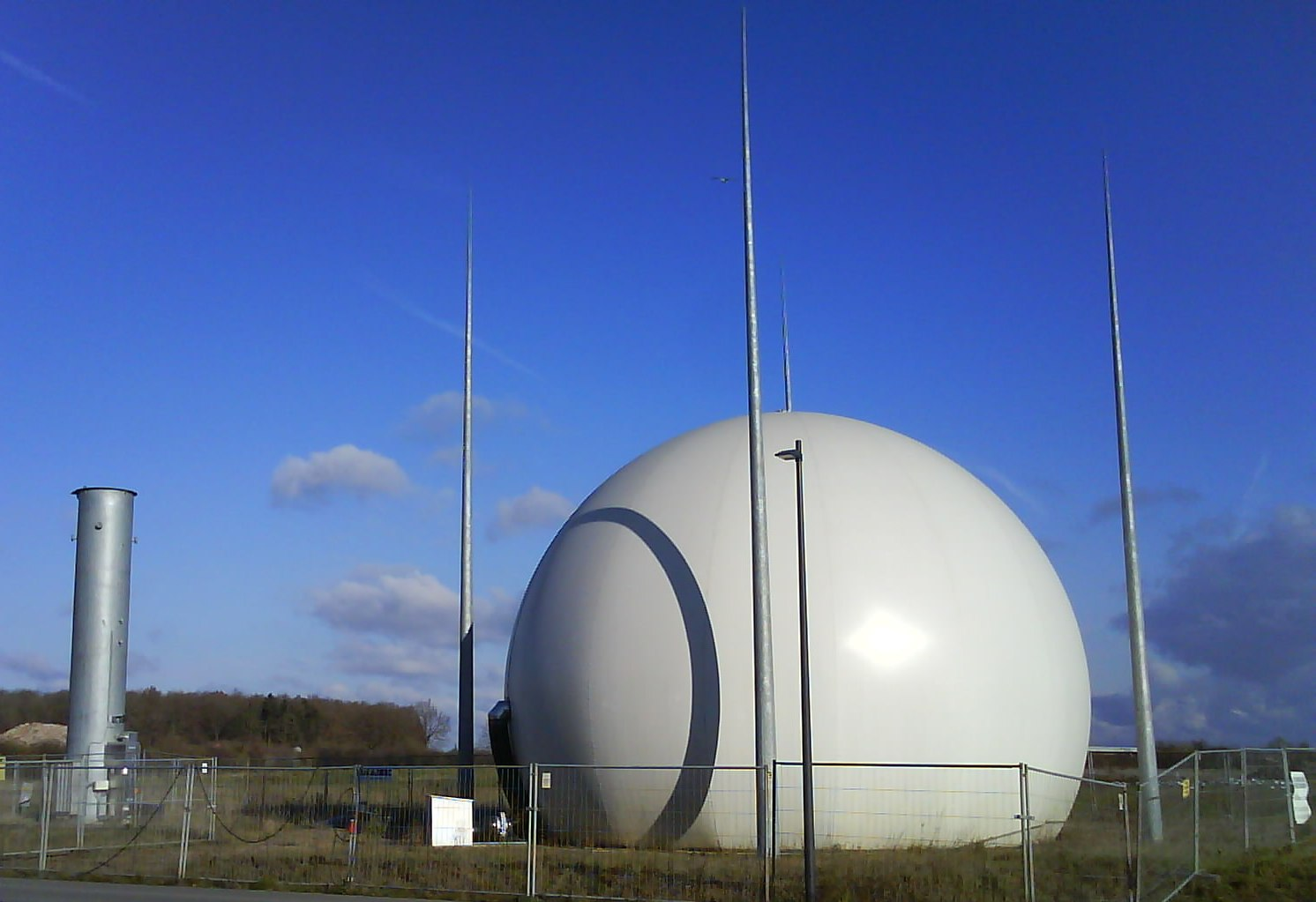
Recupero del biogas da una discarica

La normativa italiana col d.lgs 13 gennaio 2003, n. 36 ha recepito la direttiva europea 99/31/CE che prevede tre tipologie differenti di discarica:
- discarica per rifiuti inerti;
- discarica per rifiuti non pericolosi (tra i quali i rifiuti solidi urbani, RSU);
- discarica per rifiuti pericolosi (tra cui ceneri e scarti degli inceneritori).

In particolare si definiscono:
- rifiuti pericolosi: i rifiuti non domestici precisati nell'elenco dell'allegato D del Dlgs. 22 del 05/02/1997[1]
- rifiuti non pericolosi: i rifiuti che per provenienza o per le loro caratteristiche non rientrano tra i rifiuti contemplati come pericolosi
- rifiuti inerti: i rifiuti solidi che non subiscono alcuna trasformazione fisica, chimica o biologica significativa; i rifiuti inerti non si dissolvono, non bruciano ne' sono soggetti ad altre reazioni fisiche o chimiche, non sono biodegradabili e, in caso di contatto con altre materie, non comportano effetti nocivi tali da provocare inquinamento ambientale o danno alla salute umana. La tendenza a dar luogo a percolati e la percentuale inquinante globale dei rifiuti, nonché l'ecotossicità dei percolati devono essere trascurabili e, in particolare, non danneggiare la qualità delle acque, superficiali e sotterranee[2].

La normativa definisce anche il piano di sorveglianza e controllo con i necessari parametri chimici, chimico-fisici, idrogeologici, meteoclimatici e topografici da determinare periodicamente con una stabilita frequenza delle misurazioni.
L'uso delle discariche per il rifiuto indifferenziato deve essere assolutamente evitato. Con la direttiva sopra citata (99/31/CE), l'Unione europea ha stabilito che in discarica devono finire solo materiali a basso contenuto di carbonio organico e materiali non riciclabili; in altre parole, dando priorità al recupero di materia, la direttiva prevede il compostaggio e il riciclo quali strategie primarie per lo smaltimento dei rifiuti. Del resto la legge prevede che la raccolta differenziata debba raggiungere il 65% entro il 2011.
Infatti, i residui di molti rifiuti, soprattutto di RSU organici, restano attivi per oltre 30 anni e, attraverso i naturali processi di decomposizione anaerobica, producono biogas e numerosi liquami (percolato) altamente contaminanti per il terreno e le falde acquifere per cui il conferimento senza preventivo trattamento di compostaggio è da evitarsi. Dati gli enormi tempi di degradabilità dei materiali normalmente conferiti in discarica (come le plastiche e ancor peggio i rifiuti pericolosi) è ragionevole stimare la possibilità di rilevare tracce di queste sostanze dopo la chiusura di una discarica per un periodo che va fra i 300 e i 1000 anni, per cui andrebbero trattati differentemente.
Alcuni paesi come la Germania, l'Austria e la Svizzera hanno eliminato il conferimento in discarica di rifiuti non trattati e le discariche sono utilizzate principalmente per lo stoccaggio delle ceneri dei termovalorizzatori o dei residui degli impianti di trattamento biologico e compostaggio.
Attualmente lo smaltimento in discarica in Italia è il principale metodo di eliminazione dei rifiuti, in quanto è semplice ed economico. Dati relativi al 2004 indicano che il 51,9% dei rifiuti totali prodotti è stato smaltito in discarica. L'uso della discarica è molto intenso nei paesi poco sviluppati, mentre la tendenza generale è volta a limitare il conferimento in discarica applicando attivamente politiche di riduzione, riuso e riciclo, e sfruttando tecnologie quali il compostaggio e l'incenerimento per i residui.
Dal punto di vista dell'emissione in atmosfera di gas responsabili dei cambiamenti climatici, le discariche per rifiuti non pericolosi e quelle per rifiuti pericolosi risultano nocive se il rifiuto non viene preventivamente trattato e/o differenziato (come spesso capita). È infatti scientificamente provato dall'organizzazione internazionale sui cambiamenti climatici, IPCC (Intergovernmental Panel on Climate Change) che i rifiuti in discarica causano emissioni ad alto contenuto di metano e di anidride carbonica, due gas serra molto attivi; una moderna discarica deve pertanto prevedere sistemi di captazione di tali gas (in particolare il metano, che può essere usato anziché disperso in atmosfera).
I problemi delle emissioni di gas possono tuttavia essere ridotti o eliminati con l'adozione di tecniche costruttive specifiche e con il pretrattamento dei rifiuti: in particolare la raccolta differenziata di quanto riciclabile e della frazione umida (responsabile delle citate emissioni liquide e gassose), e il cosiddetto trattamento a freddo mediante cui si accelera la decomposizione dei rifiuti prima del conferimento in discarica. Come detto, la stessa Unione europea vieta il conferimento di materiale organico in discarica.

### Fasi di decomposizione
La discarica controllata, ha varie fasi di decomposizione:
1. Prima fase (prima della copertura): questa fase è piuttosto breve, si svolgono reazioni aerobiche, possibili grazie all'ossigeno presente al momento dell'interramento. Dall'ossidazione del materiale organico si produce CO2 ed energia sotto forma di calore: la temperatura può raggiungere anche gli 80 °C. Vengono prodotti anche aldeidi, chetoni ed alcoli che conferiscono ai rifiuti freschi il caratteristico odore. Detta aerobica la composizione dei gas corrisponde a quella dell'aria.
2. Seconda e terza fase (da  zero a 170 giorni circa dopo la copertura): sono acide anaerobie, in cui si svolgono reazioni di fermentazione acida che sviluppa ammoniaca, idrogeno, CO2 e composti organici acidi parzialmente degradati. Il percolato che si forma in questa fase presenta BOD e COD elevati, risulta acido (PH = 5-6) e particolarmente aggressivo, al punto tale da rendere possibile la dissoluzione in esso di altri composti organici e inorganici. Le reazioni di degradazione anaerobia danno luogo alla liberazione di prodotti come acidi carbossilici volatili, esteri e tioesteri, responsabili dell'odore nauseabondo dei rifiuti nella seconda fase della decomposizione; alla fine della seconda fase l'ossigeno è completamente sparito ed è presente un picco di idrogeno al 20%, con l'anidride carbonica che raggiunge il picco al 65% durante la terza fase.
3. Quarta fase: è anaerobia metanogena e si svolge dopo almeno 6-12 mesi dall'interramento dei rifiuti. LA biodegradazione batterica anaerobia procede lentamente e decompone gli acidi organici e gli altri prodotti sviluppati nella fase precedente. La trasformazione degli acidi, provoca un innalzamento del PH fino a valori prossimi alla neutralità o superiori. I prodotti principali della terza fase di decomposizione sono metano e anidride carbonica. Il metano prodotto viene fatto uscire dalla massa dei rifiuti in decomposizione tramite sfiatatoi e immediatamente bruciato. Il calore prodotto può avere destinazioni diverse per realizzare un'economia di gestione. In questa fase la presenza di metano e anidride carbonica raggiungono il picco essendo la quasi totalità dei gas presenti. L'azoto invece si trova in concentrazioni inferiori al 5%.
4. Quinta fase: è aerobica e si svolge circa 600 giorni dopo l'interramento; la discarica ha quasi esaurito il suo potenziale chimico. La produzione di gas è finita e l'aria comincia a filtrare attraverso la discarica; lentamente i valori di ossigeno e azoto torneranno a essere uguali a quelli dell'aria. Il percolato è neutro. Finite le reazioni anaerobiche la decomposizione rallenta.
5. Sesta fase: è aerobica, i valori di azoto e ossigeno sono simili a quelli dell'aria ma continua una piccola produzione di gas e percolato.
6. Settima fase: è aerobica e si svolge circa 30 anni dopo l'interramento; la produzione di percolato e gas scende a livelli trascurabili e nella maggior parte dei casi non è più necessaria una manutenzione: la maggior parte dei rifiuti si è decomposta, ad eccezione di vetro, metallo e plastiche.
7. Ottava fase: è aerobica, dopo circa 1000 anni le plastiche si sono decomposte e quasi ogni traccia di rifiuti, ad eccezione di quelli di ceramica o metallici, è sparita.

### Struttura di una moderna discarica
Per assolvere efficacemente al suo compito, e cioè limitare tali emissioni nocive e non diventare sorgente di inquinamento per il suolo o per l'idrosfera, una discarica deve essere progettata in modo adeguato e secondo tutte le relative norme di legge. Le discariche moderne devono essere costruite secondo una struttura a barriera geologica in modo da isolare i rifiuti dal terreno, rispettare gli standard igienici e la biosfera, riutilizzare i biogas prodotti come combustibile per generazione di energia. La struttura in genere è del tipo a "deposito sotterraneo", costituita dal basso verso l'alto nel seguente modo:
- un terreno di fondazione e sottofondo della discarica;
- una barriera di impermeabilizzazione sul fondo e sui fianchi costituita da geomembrane per impedire la fuoriuscita del percolato;
- un sistema di drenaggio del percolato;
- l'ammasso dei rifiuti in strati compattati;
- le coperture tra i vari strati;
- un sistema per la captazione del biogas;
- la copertura finale provvista di piante.

Gli standard internazionali indicano che in una discarica moderna si riesce a recuperare anche il 90% del biogas, con valori anche superiori quando il singolo lotto della discarica sia chiuso e completato con una opportuna copertura captante.
È comunque importante che la frazione umida dei rifiuti venga raccolta in modo differenziato o che comunque i rifiuti subiscano compostaggio e/o trattamento meccanico-biologico (vedi gestione dei rifiuti) prima del conferimento in discarica (questi processi permettono di recuperare il 100% del metano dato che avvengono in reattori chiusi).
A titolo di esempio, da una discarica di circa 1.000.000 di metri cubi che cresce di 60.000 m3 ogni anno (pari a circa 51.000 t/anno), si possono estrarre quasi 5,5 milioni di metri cubi di biogas all'anno (oltre 600 m3 ogni ora).

### Gestione di una discarica di rifiuti
La discarica deve essere costantemente controllata in tutte le sue fasi di vita, dalla realizzazione alla gestione dopo la sua chiusura. Tutti i controlli vengono fatti seguendo un piano di sorveglianza e controllo che prevede una serie di parametri da misurare attraverso dei sistemi di prelevamento ed analisi uguali per tutti in modo che non vi sia discordanza fra i dati. Il monitoraggio deve essere svolto su:
- acque sotterranee;
- acque meteoriche che attraversano la discarica;
- percolato prodotto dai rifiuti in fase di deterioramento;
- emissioni di gas dalla discarica e qualità dell'aria presente nelle vicinanze della discarica;
- discariche in cui vengono smaltiti rifiuti contenenti amianto;
- parametri meteoclimatici della zona in cui ha sede la discarica;
- morfologia della discarica.

Il prelievo di acqua sotterranea è possibile grazie ad alcuni pozzetti piezometrici presenti a monte e a valle delle discariche. Controllando l'acqua sotterranea è possibile scoprire eventuali danni alle geomembrane che comporterebbero la fuoriuscita del percolato e il conseguente inquinamento del suolo e delle acque sottostanti il sito. 
Un altro problema sono le acque piovane che dilavano la discarica e che potrebbero contenere anch'esse del percolato. Tali acque se non raccolte potrebbero finire in corsi d'acqua siti nelle vicinanze della discarica. Un'approfondita analisi del percolato prodotto dai rifiuti potrebbe rivelare la presenza all'interno della discarica di rifiuti non conformi alla tipologia di discarica (ad es. rifiuti pericolosi in discariche di inerti). Un controllo dei gas emessi può essere utile per individuare eventuali fuoriuscite del biogas prodotto frutto di rotture nel sistema di captazione dei gas. La fuoriuscita di biogas potrebbe provocare inconvenienti se nei pressi della discarica vi fossero abitazioni.
Per le discariche contenenti amianto è di fondamentale importanza la misurazione delle fibre di amianto disperse nell'aria per le problematiche ben note rispetto all'inalazione di amianto. Ogni discarica deve essere dotata di una centralina di rilievo dei dati meteoclimatici. Una discarica deve essere costruita in zone non troppo piovose e non troppo aride in base al tipo di rifiuti che deve contenere. Il monitoraggio della morfologia della discarica permette di seguire nel tempo la deformazione strutturale della discarica che avviene in modo lento con il deterioramento dei rifiuti e quindi con la loro diminuzione di volume. Il terreno in cui viene costruita una discarica deve essere un terreno solido, non deve situarsi in piane alluvionali e la zona non deve essere fortemente sismica. I siti costruiti in zone altamente sismiche potrebbero essere soggetti a rottura delle geomembrane e dei sistemi di captazione del percolato e del biogas.
Se la discarica è progettata e costruita correttamente, i rifiuti devono comunque rimanere sorvegliati per almeno 30 anni dopo la sua chiusura. Nel frattempo l'area è utilizzabile per altri scopi (in genere il terreno superficiale può essere usato per la crescita di piante).
Se la progettazione di una discarica è importante, non meno lo è la sua gestione. Infatti ogni discarica viene progettata per accogliere determinati rifiuti (inerti, non pericolosi o pericolosi) e quindi, salvo modifiche successive, deve accogliere solo quel tipo di rifiuti. Ogni discarica è progettata per accogliere un determinato volume di rifiuti e quindi ha una vita limitata, che può essere sì prolungata, ma non protratta indefinitamente. Anche le procedure di trattamento e di messa a dimora dei rifiuti devono essere eseguite in modo da non compromettere la sicurezza per chi vi opera e da non favorire fenomeni di inquinamento.
L'inquinamento ambientale legato a una discarica ben controllata e gestita può essere sensibilmente ridotto (anche per quanto riguarda i gas serra), oltre che attuando l'opportuna preselezione del materiale da conferirvi, sfruttando l'utilizzo della frazione compostabile per la produzione di biogas e ammendante agricolo. Vi sono comunque inconvenienti come la deturpazione del paesaggio e la necessità di sorvegliare l'area per un certo periodo di tempo dopo la cessazione dell'attività, oltre all'occupazione del terreno, che diviene inutilizzabile per altri scopi dopo la dismissione della discarica, che pure può essere trasformata in un'area verde.

### I rifiuti solidi e la società

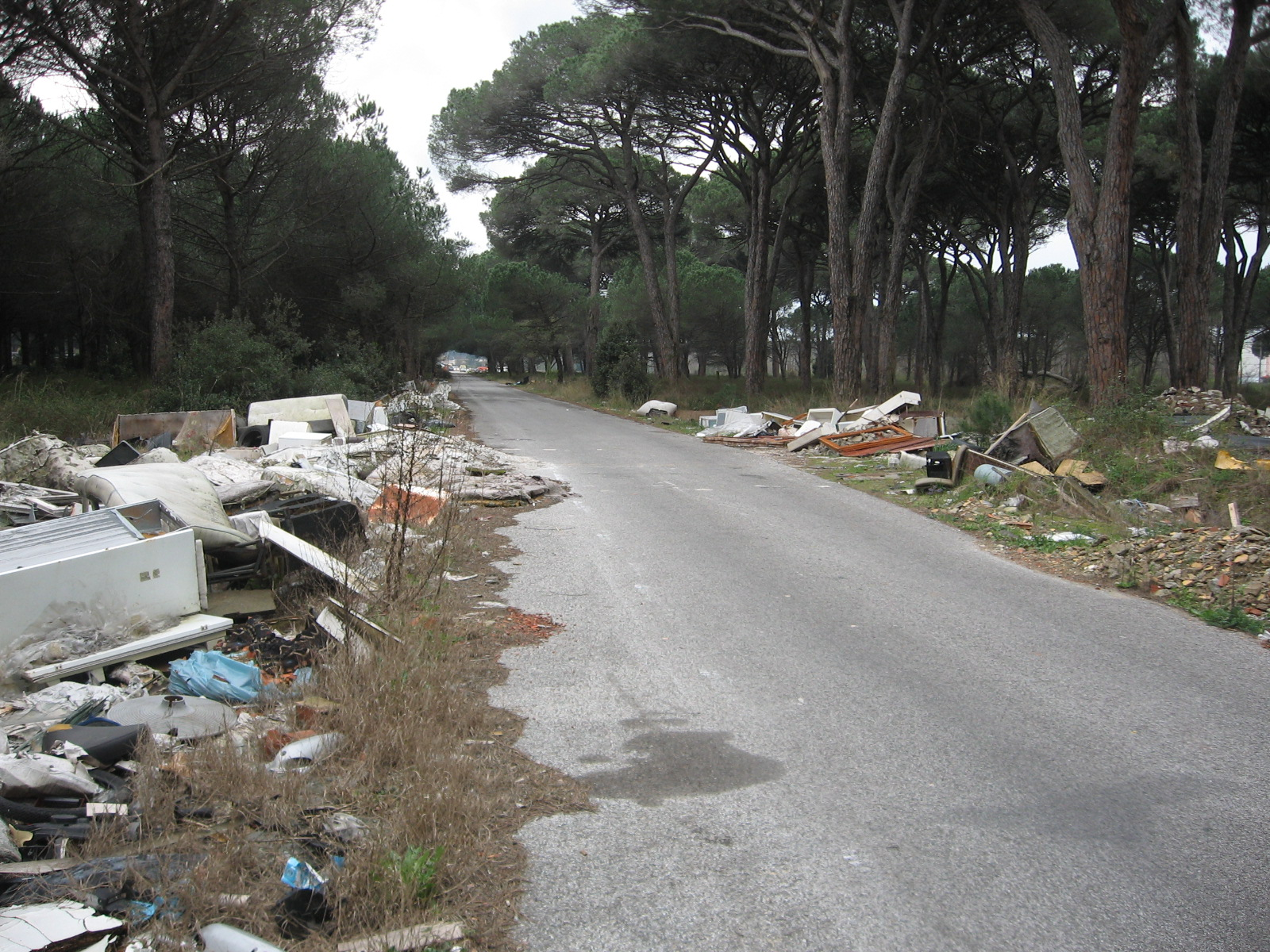
Una discarica abusiva nel bosco di Coltano, in un contesto naturalistico di particolare interesse ambientale

Esistono, specialmente in Italia, numerose discariche abusive (inquinanti e pericolose), non controllate, spesso connesse con attività mafiose come la camorra per il lucroso traffico illegale dei rifiuti (ecomafie); ma anche quelle legali comportano problemi di trattamento, che hanno dato luogo a condanne europee.
Dal punto di vista energetico i rifiuti solidi sono molto più efficientemente trasformati se li si recupera e ricicla con tecniche moderne. Altra possibilità è l'incenerimento che comunque necessita di discariche per i residui (le ceneri, rifiuti pericolosi e pari a circa 10% in volume e 30% in peso del rifiuto introdotto) non riutilizzati e per il materiale non combustibile non recuperato (cosiddetto inerte). Dal punto di vista ambientale entrambe le tecniche di smaltimento (discarica e termovalorizzazione) possono essere considerate un male minore, da limitare in favore delle tecniche di recupero e riciclaggio.
In Italia l'onere della gestione e del trattamento dei rifiuti è caricato sui bilanci dei comuni, che finanziano questo servizio con un'apposita tassa per la spazzatura (la Tarsu). In genere essa è proporzionale ai metri quadrati dell'abitazione e al numero delle persone che vi risiedono, ma sarebbe più corretto valutare l'effettiva produzione di rifiuti differenziati/indifferenziati come avviene in alcuni comuni più virtuosi, dove la tassa è sostituita dalla Tariffa di igiene ambientale (Tia), a norma di legge.
La spesa principale consiste nel costo di trasporto (operatori e camion) dalle utenze fino alla discarica, che di solito è sita in territorio demaniale, di proprietà dello stesso comune. Se la spazzatura è depositata nel terreno di un privato o di un altro comune, i rifiuti vengono pesati e viene pagato un corrispettivo proporzionale al volume e/o peso introdotto in discarica. Il costo è quindi proporzionale alla produzione di rifiuti.
La permanenza dei rifiuti per lunghi periodi di tempo in discarica (su terreno demaniale) comporta pochi oneri economici di gestione, se non ci si preoccupa dell'impatto ambientale. La saturazione delle discariche, con la conseguenza di non potervi più conferire rifiuti, è una questione molto attuale che tra l'altro rappresenta una delle principali cause del cosiddetto "turismo dei rifiuti", che comporta spesso lunghi viaggi in attesa dello smaltimento finale: emblematico è ad esempio il caso della Campania che, in virtù di una «emergenza rifiuti» in corso da molti anni, ha esportato centinaia di migliaia di tonnellate di rifiuti in altre regioni italiane e all'estero, proprio mentre veniva ribadita l'importanza dell'autonomia delle singole province nella gestione dei rifiuti.